# Altorientalische Forschungen
Altorientalische Forschungen (kurz AoF) ist eine wissenschaftliche Fachzeitschrift auf den Gebieten der Altorientalistik und der Vorderasiatischen Archäologie.
Die Altorientalischen Forschungen wurden 1974 begründet und vom Zentralinstitut für Alte Geschichte und Archäologie an der Akademie der Wissenschaften der DDR herausgegeben. Zunächst diente die Zeitschrift zur Behandlung aller Bereiche der Altorientalistik und der Vorderasiatischen Archäologie. Nach der Wende erfolgte 1994 eine Umorientierung. Da mit der Zeitschrift für Assyriologie und Vorderasiatische Archäologie eine in Deutschland erscheinende Zeitschrift vorhanden war, die sich vornehmlich den Kulturen Mesopotamiens widmete, sollten die AoF von nun an vor allem für die Behandlung der Kulturen Altanatoliens, aber auch Altsyriens und angrenzender Gebiete wie Altägypten einschließlich des alten Sudan, dem ostmediterranen Raum und Iran dienen. Dabei werden Sprachen, Geschichte, Kultur und die Archäologie behandelt. Herausgeber war lange Zeit Volkert Haas in Verbindung mit Manfred Bietak, Helmut Freydank, Karl Jansen-Winkeln, Horst Klengel, Johannes Renger und Werner Sundermann, später Jörg Klinger und Jared Miller. Derzeitige Herausgeber sind Joost Hazenbos, Catherine Mittermayer, Mirko Novák und Claudia Suter. Die Redaktion ist am Institut für Archäologische Wissenschaften der Universität Bern angesiedelt, die Redaktionsleitung hat Sabine Ecklin inne.
Von Beginn an erschien die Zeitschrift im Akademie Verlag in Berlin, seit 2014 im Verlag De Gruyter. Jährlich erscheinen zwei Hefte, die zusammen einen Band bilden. Hauptpublikationssprachen sind Deutsch und Englisch, daneben auch Französisch. Veröffentlicht werden in erster Linie Aufsätze. Die AoF sind kein Rezensionsorgan. In Ausnahmefällen können einzelne Hefte oder ganze Jahrgänge als Sonderpublikationen gestaltet werden. So waren alle vier Hefte der Bände 24/25 (1997 und 1998) für Aufsätze zum 65. Geburtstag von Horst Klengel reserviert.